# Peer Gyntweg

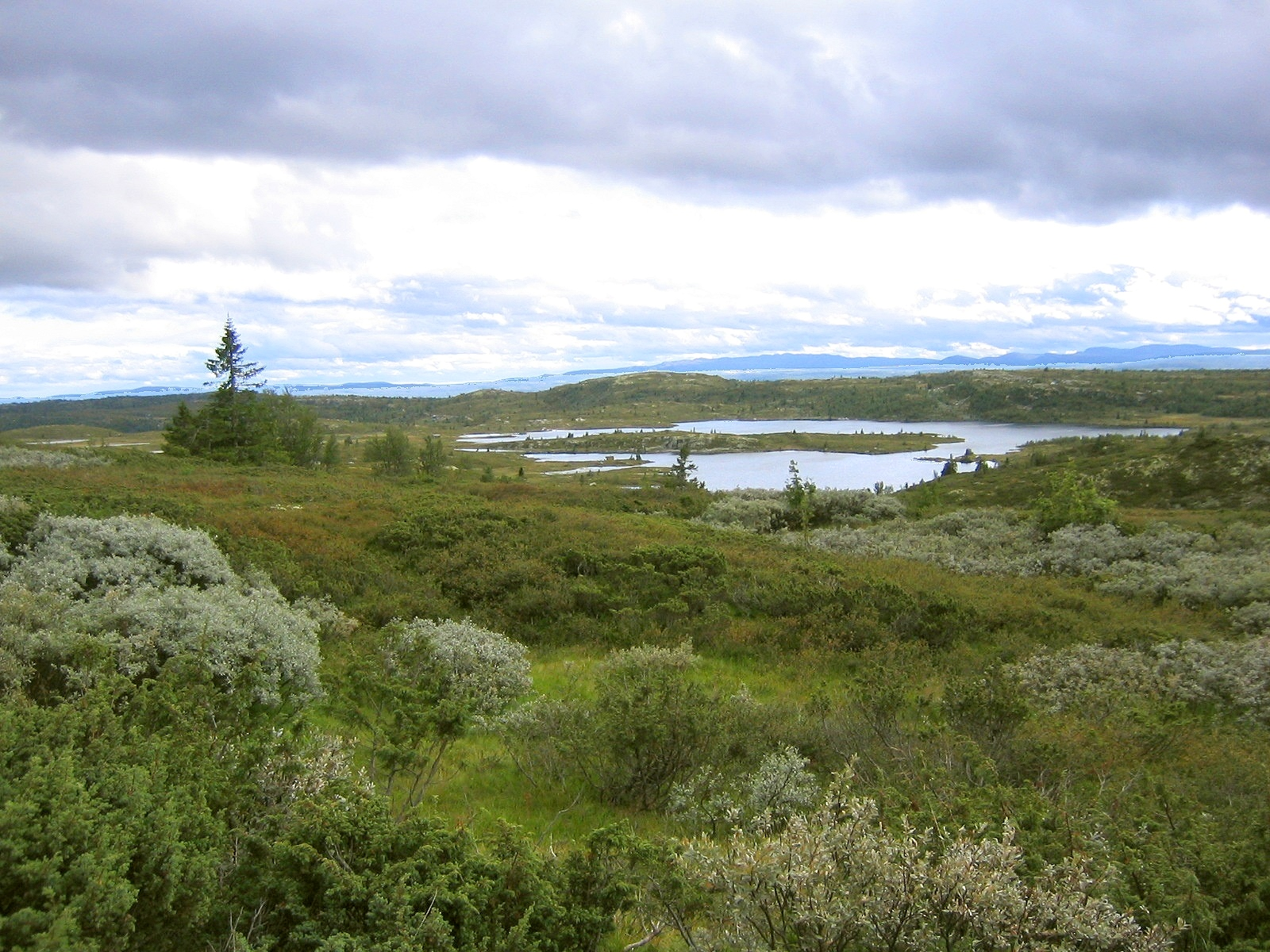
Peer Gyntweg

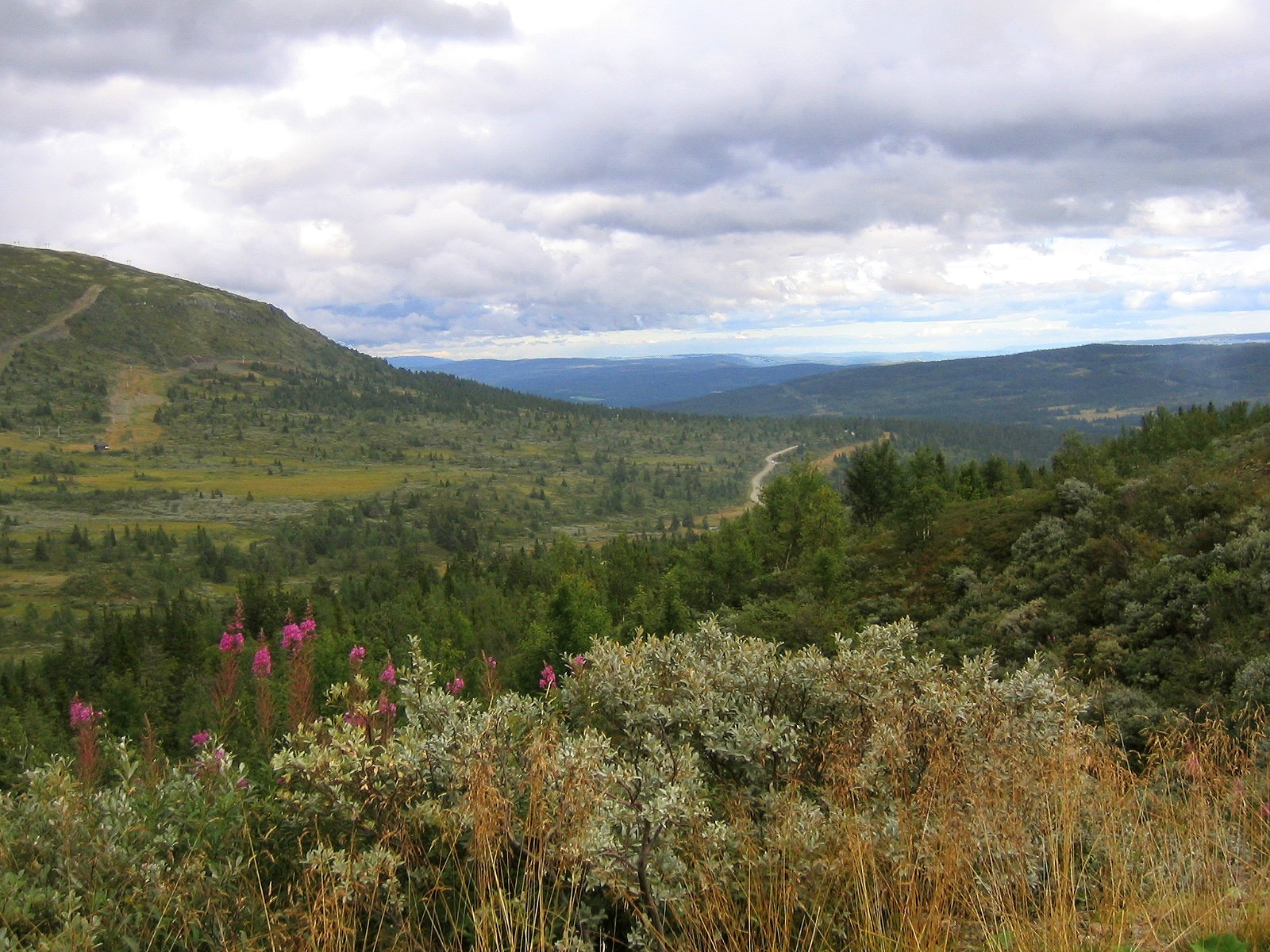
Peer Gyntweg

De Peer Gyntweg (Noors: Peer Gynt Vegen) is een 60 kilometer lange toeristische weg, vernoemd naar Peer Gynt. De weg is grotendeels een tolweg en loopt in het oosten van Noorwegen in de provincie Innlandet bij het gebied Jotunheimen langs de dorpen Skeikampen, Fagerhøy,  Gålå, Fefor en Dalseter. De weg voert door het berglandschap met uitzichten op het Rondanemassief, Jotunheimen en Dovrefjell. De weg voert door een gevarieerd landschap met veel authentieke zomerboerderijen gecombineerd met ongerepte natuur. Er zijn hier veel mogelijkheden voor wandelaars, fietsers en vissers.
De weg is alleen geopend in de zomer en wordt gesloten als er sneeuw valt. De weg wordt geopend eind mei of begin juni als de sneeuw gesmolten is. De weg begint in het zuiden bij Skeikampen, ongeveer 45 minuten vanaf Lillehammer, en loopt in noordwestelijke richting naar Dalseter.